# Вандалізм
Вандалі́зм — зловмисне руйнування або пошкодження культурно-історичних пам'ятників, інших матеріальних і культурних цінностей, приватних або суспільних об'єктів майна.

## Тлумачення
Слово має походження від назви вандали — древні німецькі племена, відомі своїми нападами на Рим і його провінції і величезними руйнуваннями, які при цьому заподіювалися.
Поява терміна «вандалізм» сягає часів Великої Французької революції. Вперше термін використаний членом конвенції Генеральних Штатів абатом Анрі Грегуаром. У 1794 році він виступив з «Доповіддю про руйнування, що творяться вандалізмом, і засоби їх запобігання», закликаючи найсуворішим чином спиняти знищення пам'ятників мистецтва. Грегуар мав на увазі дії армії молодої Французької республіки.
Вандалізм тісно пов'язаний з поняттям агресії та має специфіку: як насильницький акт, спрямований на спричинення шкоди, він водночас зазіхає лише на матеріальні цінності; генеза вандалізму, класифікація його видів, а також інших елементів його політичної, соціальної, правової, психологічної характеристики схожі з аналогічними елементами характеристики агресії; зокрема, він є обов'язковим «супутником» агресивних воєн, дій державних і недержавних структур, пов'язаних з геноцидом, депортацією, переслідуваннями у зв'язку з соціальним походженням і статусом, етнічним походженням, релігійними переконаннями тощо.
У теорії психології обґрунтовано констатується зв'язок цього виду деструктивної поведінки із загальним поляганням етичної атмосфери в соціумі і її різкими змінами в результаті етичної деградації, викликаною війною, компрометацією традиційних етичних цінностей, розвитком національних і релігійних конфліктів, догматичним проведенням у життя революційних концепцій, коли формується образ ворога, одним з атрибутів якого представляється певний тип культури, приналежність і призначення її пам'ятників та ін. майна).
Англійські джерела звертають увагу на правовий аспект вандалізму: «Вандал той, хто свідомо чи внаслідок невігластва руйнує власність, що належить особі чи суспільству». Французькі джерела звертають увагу на те, що «Вандалізм — стан духу, що змушує руйнувати гарні речі, зокрема твори мистецтва».